# Китин (Гомельская область)
Китин (бел. Кіцін) — деревня в Щедринском сельсовете Жлобинского района Гомельской области Белоруссии.

## География
В 30 км на запад от Жлобина, 15 км от железнодорожной станции Красный Берег (на линии Бобруйск — Жлобин), 127 км от Гомеля.
На юге и востоке сеть мелиоративных каналов, соединенных с рекой Ала (приток реки Березина), на севере гидрологический заказник «Дубовка».

## История
По письменным источникам известна с XVIII века как село в Бобруйском уезде Минского воеводства Великого княжества Литовского. С 1792 года действовала церковь. После 2-го раздела Речи Посполитой (1793 год) в составе Российской империи в Степовской волости Бобруйского уезда Минской губернии.
В 1929 году организован колхоз. Во время Великой Отечественной войны оккупанты сожгли 110 дворов, убили 2 жителей. 81 житель погиб на фронте и в партизанской борьбе. Освобождена 27 июня 1944 года. Центр колхоза «Красная Звезда». Отделение связи, девятилетняя школа, Дом культуры, библиотека, фельдшерско-акушерский пункт, детские ясли-сад.

## Население

### Численность
- 2004 год — 205 хозяйств, 527 жителей.
- 2009 год — 397 жителей.

### Динамика
- 1885 год — 29 дворов, 330 жителей.
- 1940 год — 320 дворов, 1420 жителей.
- 2004 год — 205 хозяйств, 527 жителей.
- 2009 год — 397 жителей.

## Транспортная сеть
Транспортные связи по просёлочной, а затем автомобильной дороге Бобруйск — Гомель Планировка состоит из криволинейной, близкой к широтной ориентации улицы, к которой с юга присоединяются 4 короткие улицы. Застройка преимущественно деревянная, усадебного типа. Рядом в начале 1990-х годов построена улица с кирпичными домами, в которых разместились переселенцы из загрязнённых радиацией мест в результате катастрофы на Чернобыльской АЭС.